# Rotviksbro
Rotviksbro är en bebyggelse vid länsväg 160 och länsväg 161 i Högås socken i Uddevalla kommun. Mellan 2015 och 2020 avgränsade SCB här en småort.